# Nicola Conforto
Nicola Conforto (auch: Nicolò Conforti; * 25. September 1718 in Neapel; † 17. März 1793 in Aranjuez) war ein italienischer Komponist der neapolitanischen Schule. Er lebte und arbeitete während seiner Schaffenszeit hauptsächlich in Madrid.

## Leben und Werk
Nicola Conforto wurde am 25. September 1718 in Neapel geboren. Er wurde am Conservatorio Santa Maria di Loreto seiner Heimatstadt musikalisch ausgebildet. Seine Lehrer waren dort die italienischen Komponisten Francesco Mancini und Domenico Fischietti. 
1755 wurde er von König Ferdinand VI. an den spanischen Hof in Madrid als Hofkomponist berufen. Er komponierte dort die Musik zum Namenstag von König Ferdinand VI. Nicola Conforto diente auch unter Ferdinands Nachfolger Karl III. als Hofkomponist für die Feste und Schauspiele des spanischen Adels.
Als Hofkomponist vertrat Conforto die italienische Oper in Madrid. Die meisten seiner Opern wurden in Spanien aufgeführt, die Libretti waren oft zweisprachig, italienisch und spanisch. Neben den Bühnenwerken komponierte Conforto mehrere Kantaten, neun Lamenti, zahlreiche Arien, Duette und Terzette, sowie einige Sinfonien.

## Werke
Die folgende Liste basiert auf den Angaben bei Grove Music Online und Corago.

### Bühnenwerke
- La finta vedova, commedia per musica; Libretto: Pietro Trinchera; Karneval 1746, Neapel, Teatro dei Fiorentini; 1747 in Palermo[3]
- La finta tartara, farsetta per musica; Libretto: Benedetto Micheli; [4. Februar] 1747, Rom, Teatro Valle[4]
- L’amor costante, tragicommedia per musica; Libretto: Carlo De Palma; Herbst 1747, Neapel, Teatro dei Fiorentini[5]
- Le cinesi, azione drammatica; Libretto: Pietro Metastasio; Frühling 1750, Mailand, Teatro Regio Ducale; 1751 in Aranjuez[6]
- Antigono, dramma per musica; Libretto: Pietro Metastasio; 18. Dezember 1750, Neapel, Teatro San Carlo; 1756 am selben Ort, 1757 in London[7]
- L’inganno per amore, commedia per musica; Frühling 1752, Neapel, Teatro dei Fiorentini[8]
- Siroe, dramma per musica; Libretto: Pietro Metastasio; 30. Mai 1752, Madrid, Buen Retiro[9]
- La cantarina; 1753, Madrid[10]
- La commediante, commedia per musica; Libretto: Antonio Palomba und Domenico Macchia; Karneval 1754, Neapel, Teatro dei Fiorentini[11]
- La finta contessina; 1754, Neapel, Teatro dei Fiorentini[12]
- Las modas, serenata; 1754, Aranjuez[13]
- Ezio, dramma per musica; Libretto: Pietro Metastasio; Messe 1754, Reggio, Teatro Pubblico[14]
- L’eroe cinese, opera drammatica; Libretto: Pietro Metastasio; 23. September 1754, Madrid, Buen Retiro[15]
- Adriano in Siria, dramma per musica; Libretto: Pietro Metastasio; 4. November 1754, Neapel, Teatro San Carlo; 1757 in Madrid[16]
- Livia Claudia vestale, dramma per musica; Libretto: Anastasio Guidi; Karneval 1755, Rom, Teatro delle Dame[17]
- La ninfa smarrita, componimento drammatico pastorale; Libretto: Giuseppe Bonechi; 30. Mai 1756, Aranjuez[18]
- La Nitteti, dramma per musica; Libretto: Pietro Metastasio; 23. September 1756, Madrid, Regio Teatro del Buon-Ritiro[19]
- La forza del genio, o sia Il pastor guerriero, componimento drammatico; Libretto: Giuseppe Bonechi; 30. Mai 1758, Aranjuez[20]
- L’Endimione, serenata; Libretto: Pietro Metastasio; 1763, Madrid, Palazzo Ambasciatore d’Austria[21]
- Alcide al bivio, festa teatrale; Libretto: Pietro Metastasio; April 1765, Madrid, Palast des Herzogs von Béjar[22]
- La pace fra le tre dee, festa teatrale (Zuschreibung zweifelhaft); Libretto: Pietro Metastasio; [4. September 1765], [Madrid ?][23]
- Il sogno di Scipione, serenata
- eine Arie für Semiramide
- eine Arie für Alessandro Severo (laut Breitkopf-Katalog von 1765)

### Geistliche Werke
- neun Lamentationen zur Karwoche für Sopran und Orchester; 1766
- Miserere, drei Chöre für Viola, Flöte, Oboe und Fagott; 1768
- eine Motette für Sopran und Instrumente

### Kantaten
- Gli orti esperidi; Libretto: Pietro Metastasio; 13. Mai 1751, Neapel, Ambasciata d’Austria[24]
- Il nido degli amori; Libretto: Pietro Metastasio; 1751[25]
- Le mode, cantata boschereccia, Aranjuez, 1754[26]
- 18 oder 19 weitere Kantaten mit Instrumentalbegleitung

### Duette
- La Pesca; Libretto: Bonecchi; Madrid 1756,
- La danza: Nice e Tirsi, componimento drammatico; Libretto: Pietro Metastasio; 1756, Madrid[27]
- Cara mi lasci oh Dio
- 57 italienische Arien, Duette und Terzette
- weitere Arien

### Instrumentalwerke
- Sinfonia in D für Streicher und Basso continuo
- Sinfonia in G für Streicher
- Toccata für Cembalo